# Sent Quentin (Cruesa)
Sent Quentin (en francès Saint-Quentin-la-Chabanne) és un municipi francès situat al departament de la Cruesa i a la regió de la Nova Aquitània.

## Història
- Presència gal·loromana.
- Apareix esmentat a la catedral de Llemotges.
- A partir del segle xvi hi havia una comunitat de frares.

## Geografia
La seva situació geogràfica és a 45° 51′ 52″ Nord i a 2° 09′ 19″ Est. La seva altitud a nivell del mar està entre 460 i 811 metres. L'altitud mitjana és de 636 metres sobre el nivell del mar i l'altitud de l'ajuntament és a 543 metres. Per la comuna hi passa el riu Cruesa i el riu Beauze, afluent del primer. És una comuna que forma part del Parc Natural Regional de Millevaches en Limousin.

## Demografia
| 1962                                       | 1968 | 1975 | 1982 | 1990 | 1999 | 2007 |
| ------------------------------------------ | ---- | ---- | ---- | ---- | ---- | ---- |
| 415                                        | 431  | 419  | 416  | 443  | 372  | 354  |
| Des de 1962: població sense dobles comptes |      |      |      |      |      |      |

## Economia
Principalment agrícola: cereals, bovins, piscicultura.

## Administració
| Període | Identitat    | Partit |
| ------- | ------------ | ------ |
| 2001-   | Robert Lainé |        |

## Patrimoni i turisme

### Civil i Prehistòric
- Menhir de "Pierre Fite", de 4 metres d'altura.
- Altar gal·loromà dedicat a Mercuri, dins l'església.
- Runes del Castell de Bordesoule.
- Forn a les Bordes.
- Font de la Medecina.

### Patrimoni religiós
- Església del segle xiv. Amb una cripta interessant. Hi ha una verge negre del Segle XVII, "Notre-Dame-sous-Terre", a la que se li fa pelegrinatge el 15 d'agost. Pintures sobre fusta del segle xvi. Fou classificada com a monument històric al desembre de 1914
- En el cementiri, hi ha l'efígie d'un frare del Segle XVIII.

### Llocs naturals
- Valls de la Creusa i de Gourbillon.

## Personalitats lligades a la comuna
- Fernand de Brinon, nascut el 26 d'agost de 1885, mort el 15 d'abril de 1947. Fou un advocat i periodista francès. Va ser un agent col·laboracionista amb els nazis a França, durant la Segona Guerra Mundial. Fou inhumat a Saint-Quentin-la-Chavane.